# Claudio Coviello
Claudio Coviello (Potenza, 31 dicembre 1991) è un danzatore italiano, primo ballerino del teatro alla Scala dal 2013.

## Biografia
Ha iniziato gli studi di danza nella sua città natale e si è diplomato alla Scuola di Ballo del teatro dell'Opera di Roma nel 2009. Prima ancora di completare gli studi, ha danzato con Carla Fracci davanti a Giovanni Paolo II nel 2003 e con Roberto Bolle a piazza San Pietro nel 2004 in occasione della giornata mondiale della gioventù. Bolle lo ha definito: "il talento più evidente che ho visto, una gemma pura da coltivare".
È dichiaratamente gay.

## Carriera
Nel 2010 è stato scritturato nel corpo di ballo del Teatro alla Scala a Milano e ha ottenuto una duplice vittoria al Festival di Spoleto sia nella categoria "classica" che in quella "moderna". Nel 2011 interpreta il suo primo ruolo di rilievo, quello Oberon nel Sogno di una notte di mezza estate di George Balanchine, e vince il Premio Danza&Danza. Nel 2012 è divenuto ballerino solista del teatro alla Scala di Milano e, in questa veste, ha cominciato a danzare importanti ruoli da protagonista quali Albrecht in Giselle (Coralli/Perrott), Jean de Brienne in Rajmonda, Lenskij in Onegin (Cranko), Quasimodo in Notre-Dame de Paris (Petit) e danza nel ruolo dell'eponimo protagonista ne Le Spectre de la rose (Fokine) in occasione di una serata di gala. Nella stagione 2012/2013 inaugura un breve ma apprezzato sodalizio artistico con Natal'ja Osipova, con cui danza come Romeo nel Romeo e Giulietta (MacMillan), Des Grieux ne L'histoire de Manon (MacMillan) e Siegfried ne Il lago dei cigni (Nureev). Nel maggio 2013, al termine di una rappresentazione di Giselle, è stato nominato primo ballerino.
In seguito alla promozione a primo ballerino, Coviello ha ampliato il proprio repertorio danzando molti dei maggiori ruoli maschili nel panorama classico, romantico e contemporaneo, tra cui Emeralds e Rubies in Jewels (Balanchine), Basilio in Don Chisciotte (Nureev), il Principe/Schiaccianoci ne Lo schiaccianoci (Nureev e Duato), l'Uccello Azzurro e il Principe Desiré ne La bella addormentata di Petipa e il Principe Florimundo in quella di Nureev, il Principe nella Cenerentola (Bigonzetti), Armand Duval ne La Dame aux camélias (Neumeier), Siegfried ne Il lago dei cigni (Petipa), Alì ne Le Corsaire (Holmes), Don Giovanni ne Il giardino degli amanti (Volpini), il giovane ne Le jeune homme et la mort (Petit), Solor ne La Bayadère (Nureev), Evans in Woolf Works (McGregor) e l'eponimo protagonista in Onegin. Inoltre ha danzato coreografie astratte di Aleksej Ratmanskij (Concerto DSCH), Heinz Spoerli (Cello Suites, Goldberg Variations), Azsure Barton (Mahler 10), Serge Lifar (Suite en blanc), Jiří Kylián (Bella Figura), William Forsythe e altri coreografi di spicco. Nel 2014 ha ricevuto una candidatura al Prix Benois de la Danse per la sua interpretazione del ruolo di Quasimodo nel Notre-Dame de Paris di Petit alla Scala.
Nel 2019 ha inaugurato la 431ª stagione del teatro alla Scala interpretando Aminta nella Sylvia di Léo Delibes su una coreografia di Manuel Legris e, dopo la nomina di Legris a direttore del corpo di ballo del Teatro alla Scala, Coviello ha danzato altri ruoli coreografati dall'ex étoile francese, tra cui Birbanto ne Le Corsaire nel 2023.